# ふたりでいいじゃない
「ふたりでいいじゃない」は、鈴木雅之&島谷ひとみによるデュエットシングル（鈴木雅之の通算31枚目のシングル）。2007年1月24日発売 (ESCL-2926)。

## 解説
表題曲は、大人の恋物語を描いたファンキー・チューン。鈴木から島谷への申し入れで実現したデュエットであり、鈴木は島谷について「とても丁寧に歌を届ける人。デュエットという恋愛に、年の差は関係ないんじゃない!?」とコメントし、24歳年下の島谷も「尊敬するシンガーで、大先輩に声をかけていただき光栄」と応じた。
曲の仕上がりについて、鈴木は「彼女なしには、このファンキー・チューンは考えられなかったかも」と島谷の歌声を高く評価し、島谷は「鈴木さんのソウルフルな歌声に負けないよう、思いっきり楽しんで歌わせていただきました」と語った。
この曲は鈴木にとって菊池桃子との「渋谷で5時」以来13年ぶりのデュエットソングとなり、2006年12月からTBS系ドラマ 愛の劇場『結婚式へ行こう!』主題歌に使われた。
鈴木のアルバム『Champagne Royale』、ベスト・アルバム『Martini Duet』にアルバム・バージョンが収録されている。
島谷のアルバム『PRIMA ROSA』のCD初回限定盤にもボーナス・トラックとして収録されている。
鈴木のソロによるカップリング曲の「さよなら」は、テレビ東京系ドラマ『水曜ミステリー9』エンディングテーマに使用された。

## 収録曲
| #         | タイトル                                                                | 作詞                | 作曲       | 編曲       | 時間  |
| --------- | ----------------------------------------------------------------------- | ------------------- | ---------- | ---------- | ----- |
| 1.        | 「ふたりでいいじゃない」(TBS系ドラマ 愛の劇場『結婚式へ行こう!』主題歌) | - 秦建日子 - 松尾潔 | 宇佐美秀文 | 宇佐美秀文 | 4:42  |
| 2.        | 「さよなら」(テレビ東京系ドラマ『水曜ミステリー9』エンディングテーマ)   | 近藤薫              | 安原兵衛   | 大野宏明   | 5:37  |
| 3.        | 「ふたりでいいじゃない（カラオケfor♀）」                                |                     |            |            | 4:41  |
| 4.        | 「ふたりでいいじゃない（カラオケfor♂）」                                |                     |            |            | 4:42  |
| 5.        | 「ふたりでいいじゃない（カラオケ）」                                    |                     |            |            | 4:41  |
| 合計時間: | 合計時間:                                                               | 合計時間:           | 合計時間:  | 合計時間:  | 24:23 |